# Gwennie Callens
Gwennie Callens is een personage uit de Vlaamse politieserie Zone Stad dat werd gespeeld door Els Trio.

## Seizoen 2
Als Gwennie na een ruzie met Wim uit de auto stapt en te voet naar huis gaat, wordt ze achtervolgd door een 3 mannen. Ze probeert ze af te schudden en spuit een van de mannen pepperspray in zijn ogen. Maar de andere twee laten zich niet afschudden en in een donker steegje verkrachten ze haar.

## Seizoen 3
Het gaat de laatste tijd niet meer zo goed tussen Gwennie en Wim. Na een fikse ruzie tussen de twee vertoeft Gwennie samen met Tom op een feestje. Een jaloerse Wim duikt daar ook op, en dwingt haar mee naar huis te komen. Gwennie pikt dit niet en verlaat het feest samen met Tom. De volgende ochtend blijkt ze van de aardbodem verdwenen te zijn.
Wanneer Gwennies verdwijning als onrustwekkend wordt beschouwd, wordt Tom door Wim meteen als enige verdachte beschouwd. Hij was immers de laatste persoon waarmee Gwennie gezien werd. Naarmate het onderzoek vordert lijken alle aanwijzingen echter meer en meer in Wims richting te wijzen, en wordt hij door korpschef Speltinckx op staande voet ontslagen.
Na een zoektocht doet het team een lugubere ontdekking: het lijk van Gwennie wordt aangetroffen. Uiteindelijk blijkt dat noch Tom noch Wim iets met de zaak te maken had. Gwennie kreeg een inbreker over de vloer en trok haar wapen, maar de dader was haar te slim af en schoot haar neer. Vervolgens maakte hij haar appartement schoon en dumpte haar op een verlaten plek. Schokkend detail is dat Gwennie nog leefde op het moment dat ze gedumpt werd. Ze was verlamd door de kogel, en is dus gestorven van honger en ontbering.